# Anti Marguste
Anti Marguste (* 5. August 1931 im Dorf Eavere, heute Gemeinde Are im Kreis Pärnu, Estland; † 12. Januar 2016) war ein estnischer Komponist.
Anti Marguste schloss 1953 sein Studium an der Wirtschaftswissenschaftlichen Fakultät des Polytechnischen Instituts in Tallinn ab. Anschließend studierte er bis 1960 das Fach Komposition am Staatlichen Konservatorium in Tallinn (heute Estnische Musik- und Theaterakademie) bei Mart Saar und Anatoli Garšnek. Im selben Jahr trat er dem Estnischen Komponistenverband (estnisch Eesti Heliloojate Liit) bei.
Von 1959 bis 1962 war Marguste Chefredakteur des Musikteils der Zeitung Sirp ja Vasar. Ab 1962 arbeitete er als Dozent für Musiktheorie am nach Georg Ots benannten Tallinner Musikgymnasium. 1983 erhielt er den Jahrespreis Musik der Estnischen SSR.
Anti Marguste ist einer der bekanntesten estnischen Komponisten der zweiten Hälfte des 20. Jahrhunderts. Seine Kompositionen lehnen sich oft bewusst an das Regilaul (etwa Runenlied) der traditionellen estnischen Volksmusik an. Auch bei der Auswahl seiner Liedtexte greift er auf die estnische Folklore zurück. Seine Musik umfasst das weite Spektrum vom Chorgesang bis zur Sinfonie.